# Layon forestier
Pour le topographe, un layon est une « petite laie forestière »

## Éléments de définition, selon les contextes

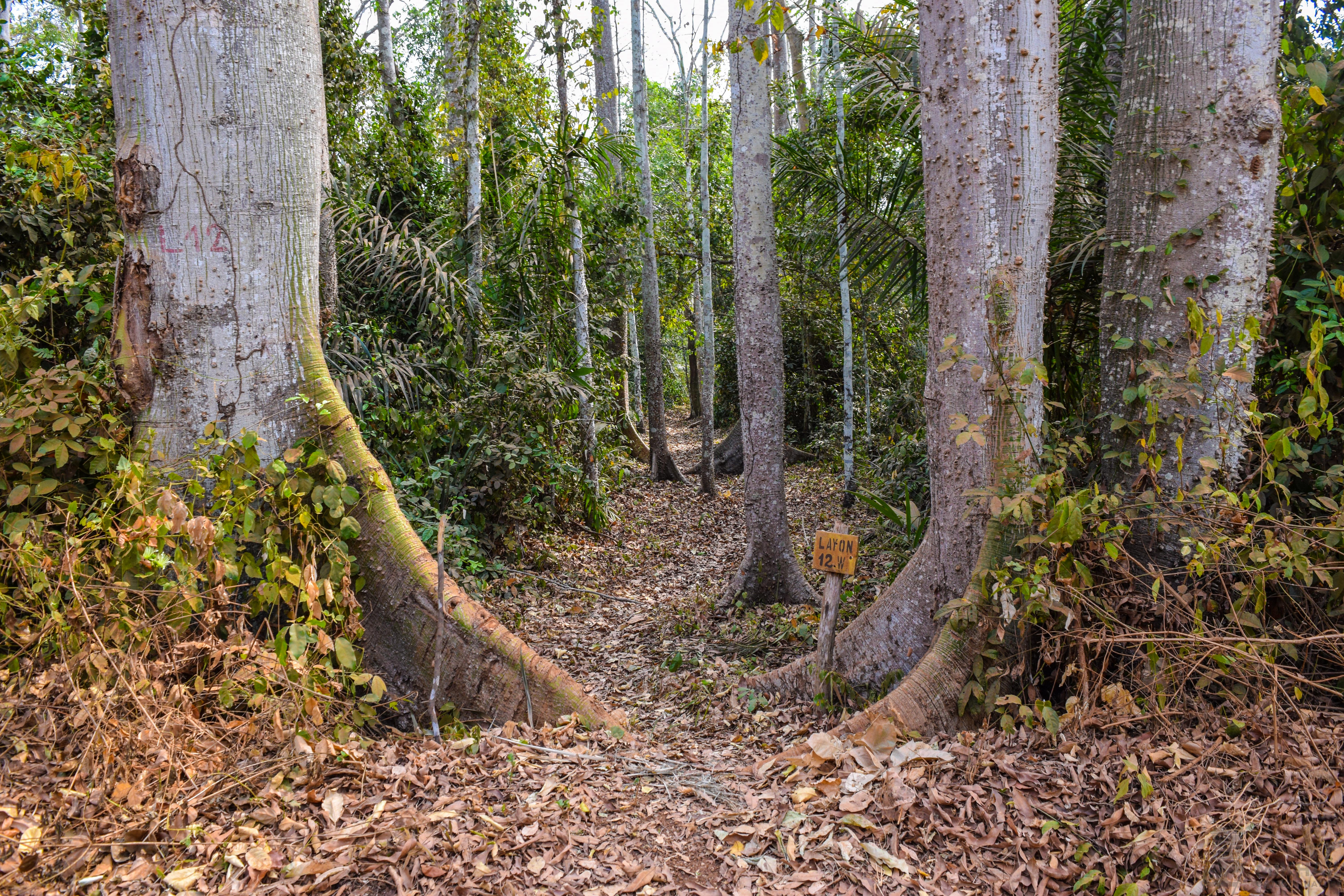
Le layon 12 dans la forêt classée de la Lama (Bénin).

Dans le contexte forestier, le mot « layon » désigne divers types de cheminements forestiers, dès qu'ils sont rectilignes sans avoir la taille d'une piste ou d'une route.

D'une manière plus large, le layon est un chemin à travers une parcelle. Il a pu être créé par des animaux, avant d'être emprunté par les hommes pour parcourir la zone. Un layon permet de s'affranchir intelligemment des difficultés géographiques (telles que trous d'eau, crevasses, gros rochers, pentes rudes) ou encore de tracer une voie que des véhicules ne pourraient parcourir du fait des difficultés rencontrées. Par son usage, l'homme entretient et élargit les layons, il les multiplie lorsque ses navigations à travers la parcelle l'exigent.
Les layons sont utilisés pour le cloisonnement forestier, pour la surveillance, les inventaires naturalistes, les évaluations environnementales, la chasse, le débardage par cheval ou par câble, ou la promenade.
Les layons se révèlent fort utiles dès lors qu'il s'agit de réaliser une battue et lever le gibier.

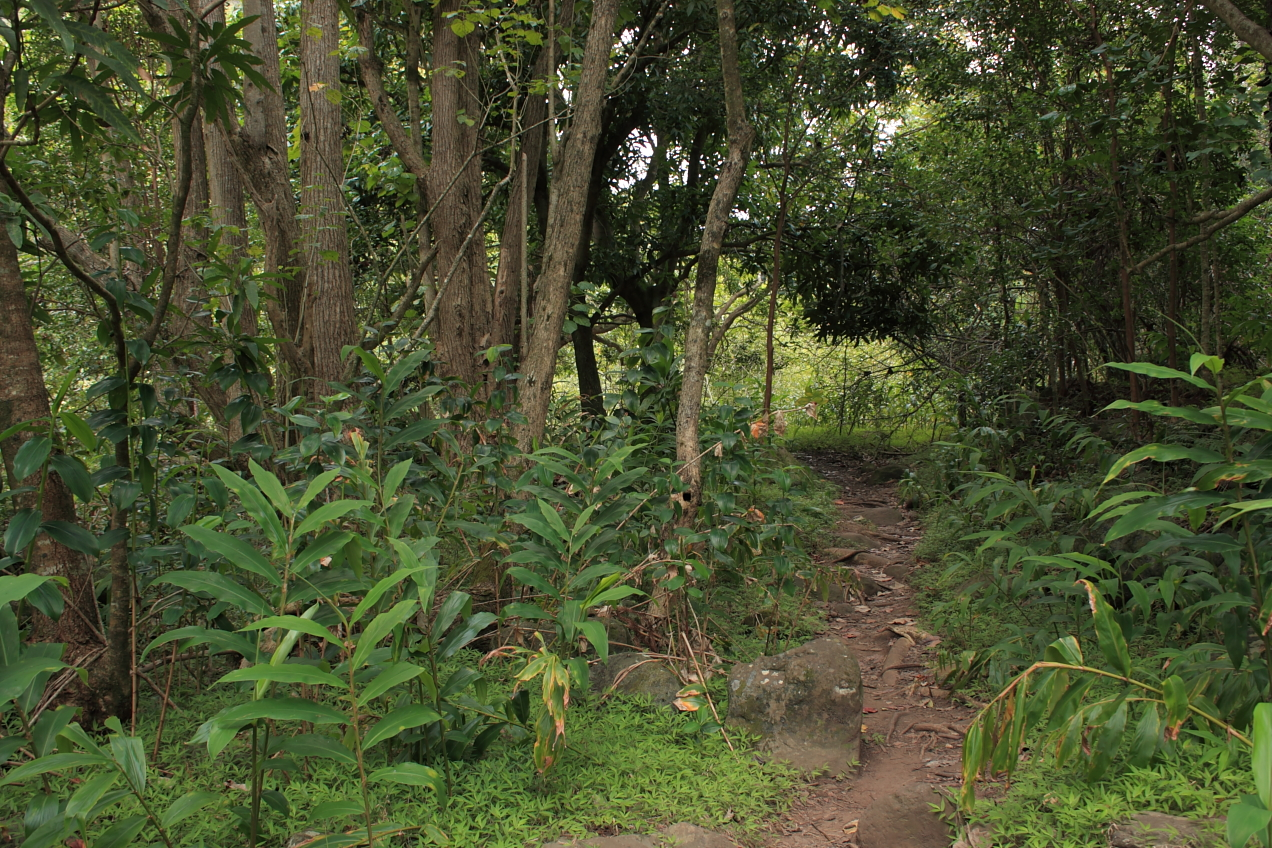
Layon de découverte du Parc de Iao Valley (Île Maui, la seconde plus grande île de l'archipel d'Hawaï.

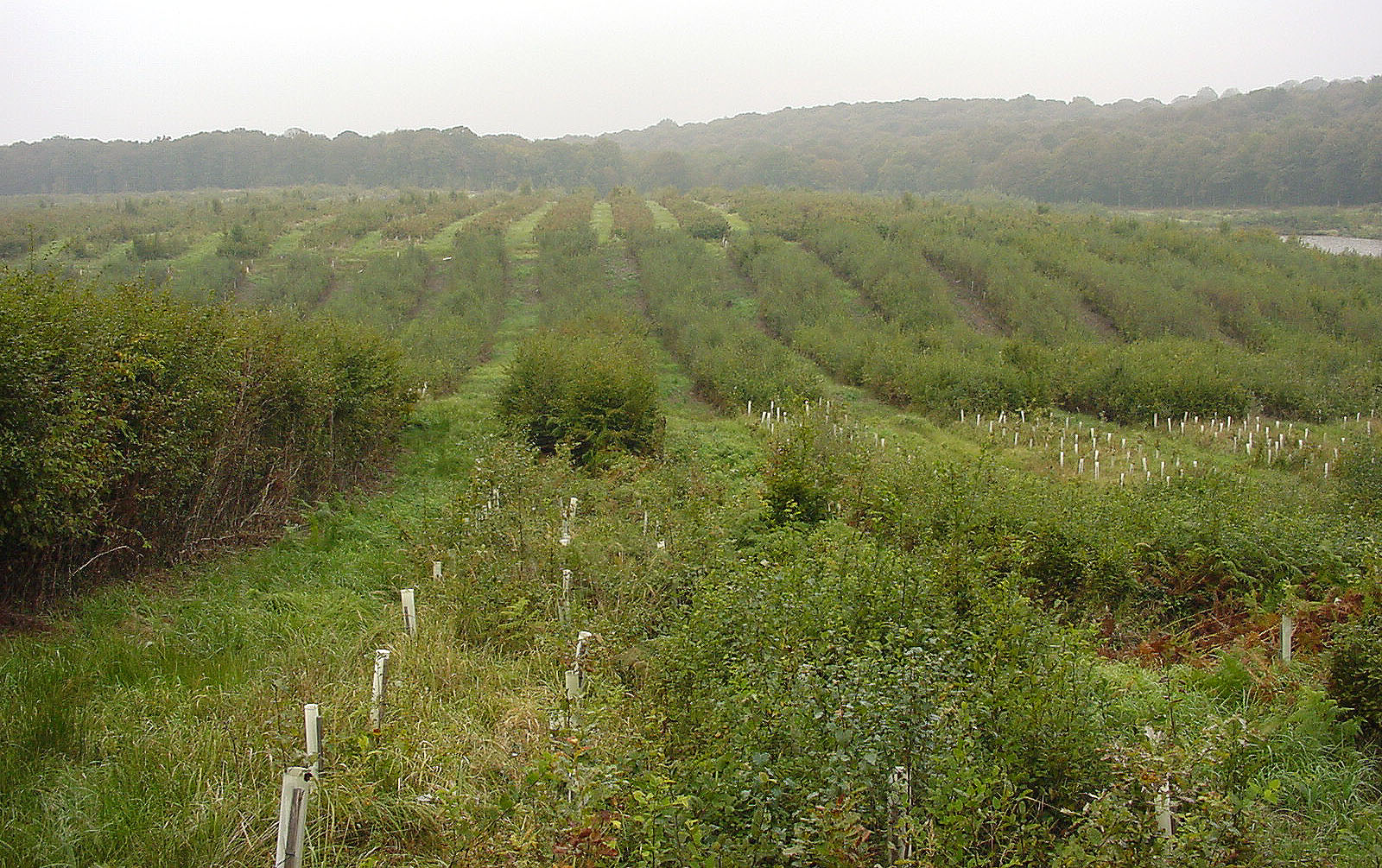
Les layons sont associés aux cloisonnement dans les modes mécanisés de la sylviculture dite dynamique (Ici en Forêt domaniale de Clairmarais, dans le Pas-de-Calais).

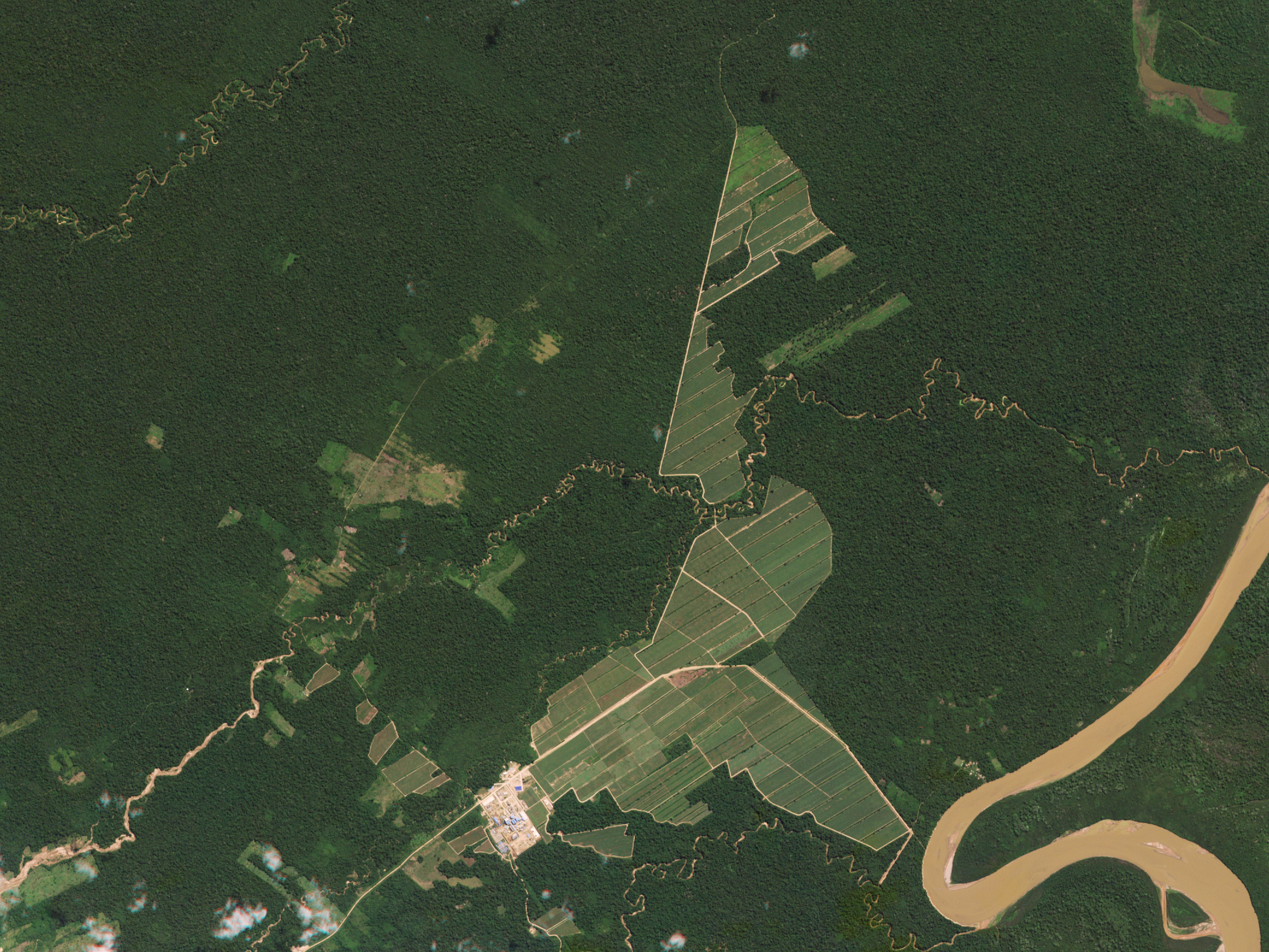
Les routes, pistes et puis layons sont les principaux axes de pénétration et exploitation, voire surexploitation des forêts tropicales.

L'élargissement des layons est soutenu par les impératifs de gestion des parcelles forestières.
En forêt tropicale dense, la création de layons (par exemple de 5 m de large, tous les 10 m) est l'une des méthodes testées dans les années 1960 pour favoriser une certaine régénération forestière sans coûts démesurés de gestion.
L’orientation des layons a une importance pour la quantité de lumière qui éclaire le sol, mais doit souvent aussi tenir compte des pentes, des accès et de la forme des propriétés.
Dans certaines forêts primaires, on a aussi tracé de nombreux layons qui permettent de se déplacer plus facilement à partir du réseau routier, du littoral ou de cours d'eau. En Guyane, par exemple, le BRGM en a tracé et utilisé pour l'exploration des richesses du sous-sol (pour le carottage et l'échantillonnage notamment), ou le CNRS et l'INRA ont créé des réseaux de layons pour l'exploration des écosystèmes forestiers mécanisée.
Les approches nouvelles de gestion durable des forêts veulent que ces layons aient le moins d'incidence possible sur l'environnement. Au lieu d'être rectilignes, ils peuvent parfois contourner des zones écologiquement précieuses. Des expériences de gestion fine avec géoréférencement et cartographie SIG, ou d'intégration dans un logiciel de repérage sont en cours grâce au GPS. En effet, hormis dans le cas de coupes rases ou de fortes éclaircies ou de forêt récemment artificiellement plantées, les layons, plus discrets que les routes et grandes pistes, ne sont généralement pas visibles sur les images satellitales ou aériennes.
En termes de fragmentation écologique et de morcellement des forêts, leurs effets sont jugés mineurs (par rapport aux routes, autoroutes, voies ferrées, canaux, etc.). Étant donné leur rectitude, ils pourraient toutefois avoir parfois plus d'impact en termes de dérangement pour la faune forestière que les sentiers sinueux.

## Prospective
Les progrès de l'électronique embarquée et des NTIC permettent maintenant d'équiper des engins et personnels en matériel permettant de repérer in situ des layons dans un chablis, ou avant qu'ils n'aient été ouverts dans un massif.

Le district de Kastellaun (Rhénanie-Palatinat) a ainsi testé une technologie GPS et logicielle permettant de faire ou d'appeler des relevés de terrain, associée à une solution de navigation, par exemple en l'installant sur une abatteuse ou un porteur, avec une précision de 20 à 40 cm, soit moins d'un mètre d'erreur pour le repérage d'un layon.

L'écran de visualisation peut afficher de nombreuses données sur chaque layon (si elles ont été intégrées dans la base de données associée). Le matériel informatique enregistre et cartographie aussi le cheminement complet des machines équipées, au mètre près, dans un fichier consultable à tout moment.

En théorie, ce logiciel devrait aussi permettre le suivi et la protection d'espèces protégées, de bois-morts, de balises, etc. Ainsi, un projet Life+ de désenrésinement d'une tourbière a pu positionner les moyens de téléphérages des bois, tout en préservant les parties précieuses de la tourbière.

### Galerie

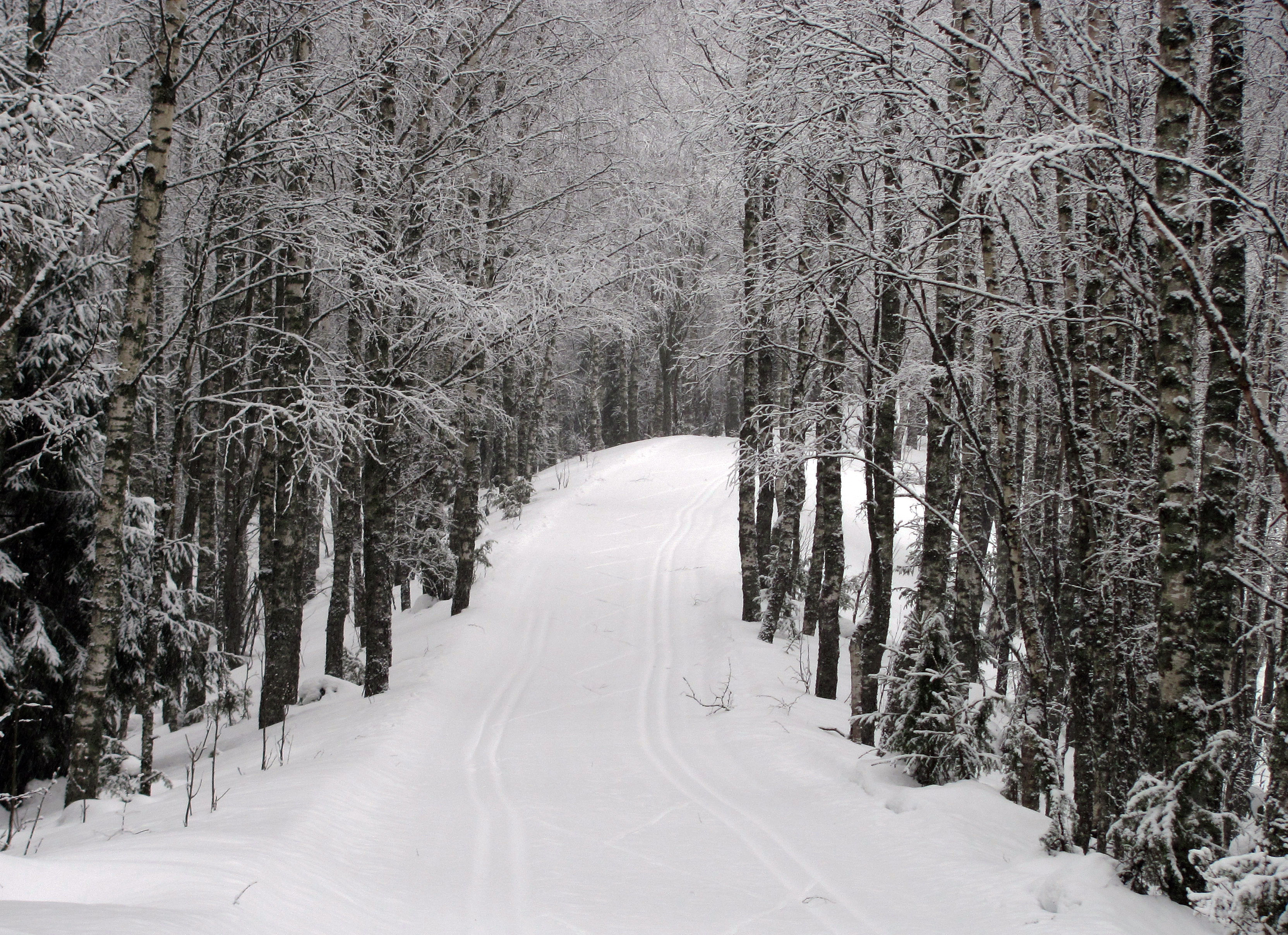
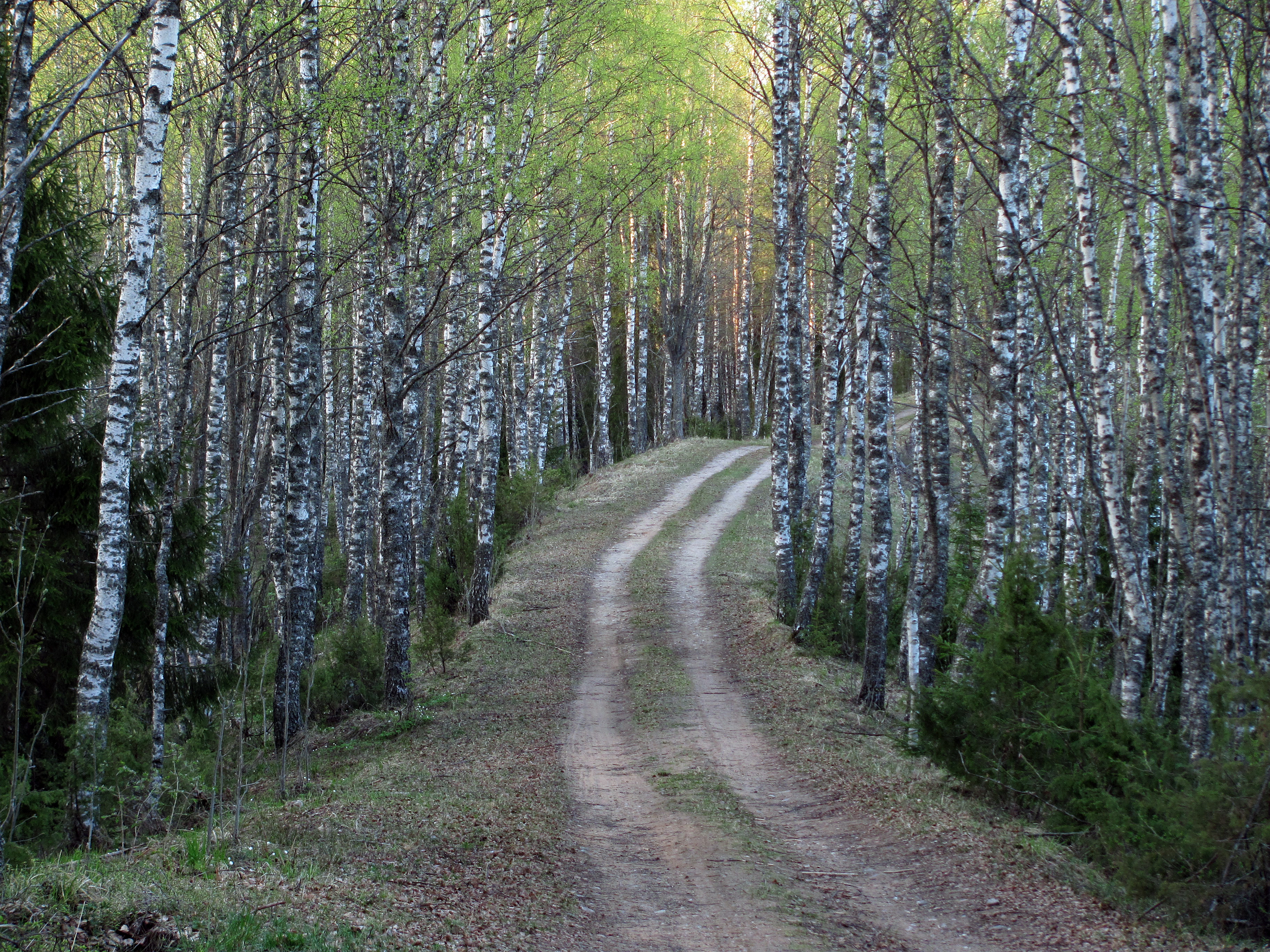
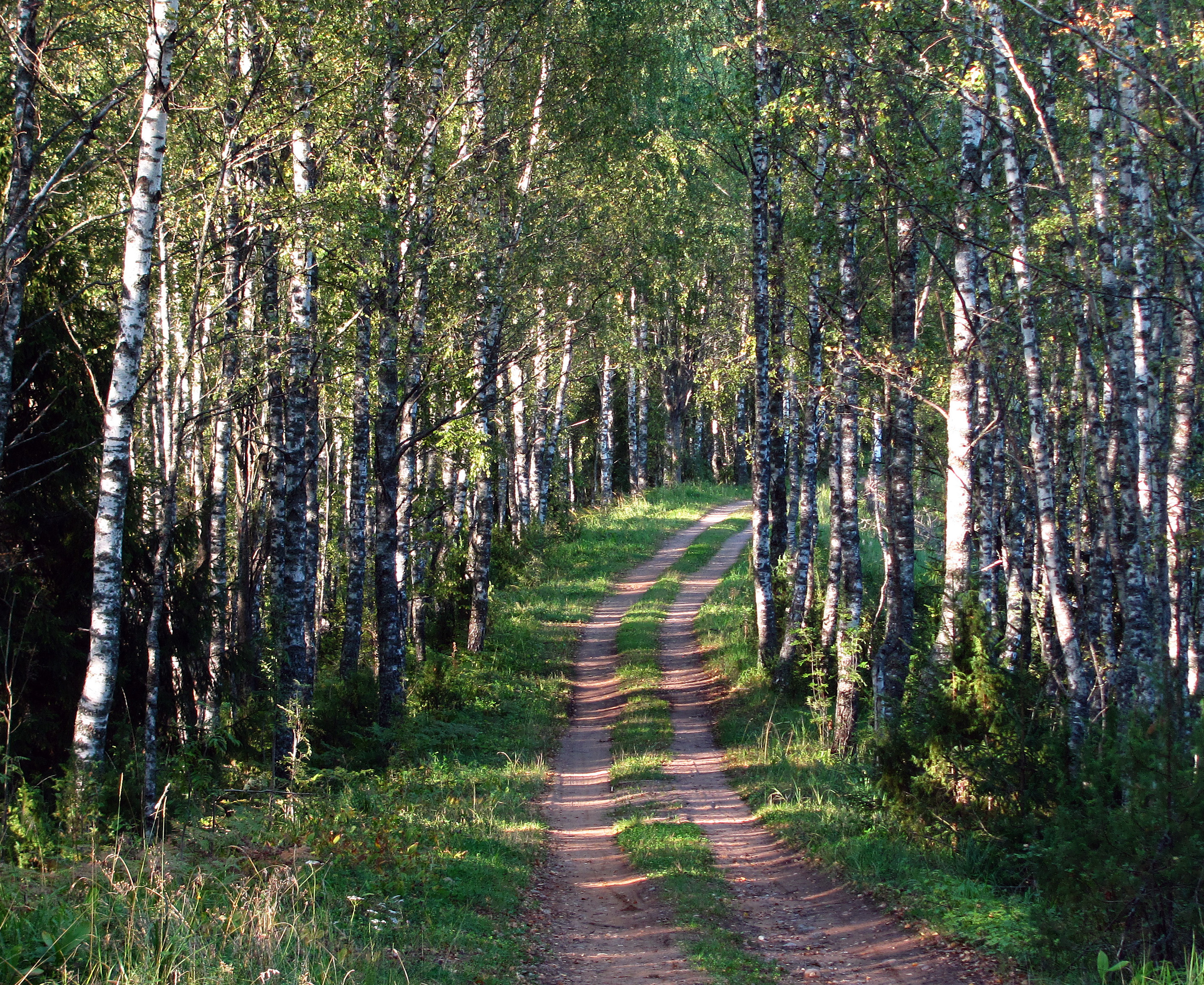
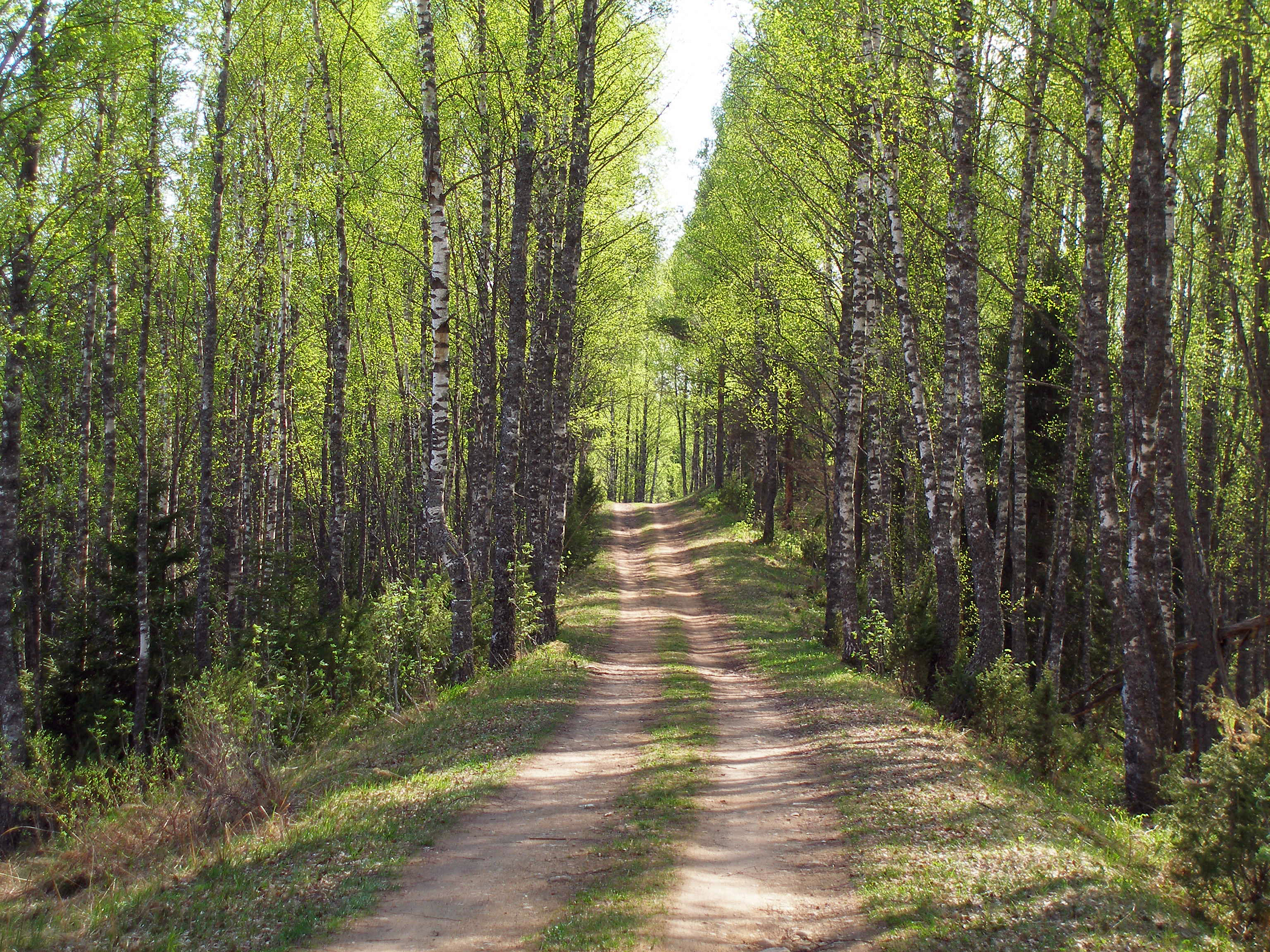